# Pasco (Argentina)
Pasco es una localidad situada al sudeste de la provincia de Córdoba, Argentina, en el departamento General San Martín. Se encuentra situada sobre ruta provincial N.º 6, aproximadamente a 214 km al sudeste de la Ciudad de Córdoba.
Su fundador  y primer intendente fue Francisco Rocca, que junto a su esposa, Dominga Alloatti, donaron las tierras.

## Geografía

### Población
El censo de población realizado en el año 2014 por el I.P.E.A N° 218 - Juan Bautista Bossio, registro un total de 1336 habitantes de los cuales 655 personas pertenecen al sexo femenino y 681 corresponden al masculino.

### Bandera
La bandera del pueblo fue diseñada por el alumno Wertreer Ramiro Joel, quien pertenecía al secundario I.P.EM N° 218 - Juan Bautista Bosio, actualmente I.P.E.A N° 218 - Juan Bautista Bosio, quien ganó el concurso de diseño de banderas llevado a cabo en el año 2001.

### Clima
El clima es templado con estación seca, registrándose una temperatura media anual de aproximadamente 25 °C. En invierno se registran temperaturas inferiores a 0 °C y superiores a 35 °C en verano. El régimen anual de precipitaciones es de aproximadamente 800 mm.

## Educación
Establecimiento de nivel Inicial: Domingo Faustino Sarmiento
Establecimiento de nivel primario: Domingo Faustino Sarmiento
Establecimiento de nivel medio: I.P.E.A N° 218 – Juan Bautista Bossio
Escuela Rural "24 de Setiembre" al norte de la localidad
Escuela Rural "Hipólito Irigoyen" al sur de la localidad

## Fiesta patronal
La fiesta patronal de la localidad es el 8 de septiembre, festejándose en esta misma fecha, el día de la  Virgen de la Medalla Milagrosa.Otro día celebre es el 27 de noviembre, siendo este, el día de la Virgen Niña.

## Servicios
Destacamento policial
Bomberos Voluntarios
Cooperativa de Servicios Públicos Limitada
Municipalidad
Centro cívico
Dispensario (0353 - 4885522)
Hogar de Ancianos
Clínica Privada
Biblioteca Municipal
Estudio de Ingeniería Civil y Agrimensura Julieta I. Pereyra (351-6313852)

## Entretenimiento
Campo deportivo “Club Atlético 9 de Julio”
Campo de domas “Juan Carlos Ramello”
Complejo deportivo municipal
Academia de patín artístico
Academia de folclore “Flor del Ceibo”

## Salones
Salón municipal
Salón parroquial
Salón perteneciente al centro de jubilados y pensionados
Salón de usos múltiples (SUM), siendo éste el de mayor capacidad inaugurado en el año 2013

## Medios de comunicación
Radio: “Radio Municipal Pasco” (frecuencia FM 98.3 MHz)
Programa de TV: “Comunicándonos” (canal 2)

## Economía
La principal actividad económica del pueblo es el maní; allí se encuentra una de las importantes empresas maniseras del país “Manisel S.A” www.manisel.com.ar, situada sobre ruta provincial N.º 6  km 114, la cual se dedica desde el año 1997 a la producción, selección y proceso de Maní. 
Actualmente Manisel S.A. cuenta con una planta de selección de maní confitería y dos plantas de maní blancheado/tostado.
El compromiso de Manisel S.A. se centra en un constante proceso de inversión y mejora de calidad desde las siembras hasta la entrega del producto final en los distintos puntos del mundo, es por ello que incorpora nuevas tecnologías y métodos de trabajo que se ajustan a las normas de más alta calidad internacional.

## Parroquias de la Iglesia católica en Pasco
| Diócesis  | Villa María                            |
| --------- | -------------------------------------- |
| Parroquia | Nuestra Señora de la Medalla Milagrosa |